# Серата-Резеш
Серата-Резеш (рум. Sărata-Răzeși) — село в Леовському районі Молдови.